# Jürgen Nagel (Fotograf)
Jürgen Nagel (* 1942 in Berlin) ist ein deutscher Fotografiker und Fotograf.

## Leben und Werk
Nagel war der Sohn eines Berliner Tabakfacharbeiters und Buchhändlers und einer Näherin. Er absolvierte bis 1958 eine Ausbildung zum Facharbeiter für Fotochemie und bildete sich in seinem Beruf aktiv weiter. 1961 begann er an der Westberliner Staatlichen Fachschule für Optik und Fototechnik eine Ausbildung zum Fotografen, die er nach dem Bau der Berliner Mauer abbrechen musste, weil er nicht mehr von seiner Wohnung in Ostberlin nach Westberlin kam. Er arbeitete danach in Ostberlin erst als Hilfsarbeiter und dann als Fotograf und Reprofotograf.
1961 begann Nagel, Kurzprosa und lyrische Texte zu verfassen, was für das Ministerium für Staatssicherheit offenbar der Anlass war, ihn in dem Operativen Vorgang Hammer zu überwachen.
Ab 1965 machte Nagel freie fotografische Arbeiten. Nach dem Facharbeiter-Abschluss als Fotograf arbeitete er in einem Porträt-Atelier und ab 1967 freiberuflich in Berlin. 1970 erwarb er den Titel eines Fotografenmeisters. Von 1971 bis 1976 absolvierte er an der Hochschule für Grafik und Buchkunst Leipzig ein Fernstudium mit dem Abschluss als Diplom-Fotografiker. Dafür schuf er unter dem Titel Begegnungen eine Serie von Porträts Ostberliner bildender Künstler.
Nagel machte Auftragsarbeiten für Messen, Ausstellungen, Kulturinstitutionen und Verlage und daneben freie Arbeiten. Er nahm auch Lehraufgaben wahr. 1983 war er Gastdozent an der Spezialschule für Fotografie der Bezirkskulturakademie Schwerin und von 1987 bis 1989 als Leiter Dozent in der Spezialschule Fotografie an der Bezirkskulturakademie Berlin. Außerdem leitete er einen Amateur-Fotozirkel an der Volkshochschule.
1987 wurden Bilder Nagels im Sonderheft 4 der Zeitschrift Entwerter/Oder publiziert. 1989 erhielt Nagel vom Verband Bildender Künstler der DDR, dessen Arbeitsgruppe Fotografie er angehörte, einen mir 2000 DM dotierten Werkvertrag, wozu er eine Dokumentation des Lebens im Neubau-Wohngebiet Berlin-Marzahn unter dem Titel Marzahn III schuf. In vielen seiner Fotografien gibt Nagel eine „authentische Bestandsaufnahme des Lebens in der DDR.“ Dokumentationen, die Nagel von Ausstellungen fertigte, übernahm in der DDR das Museum für Deutsche Geschichte. Sie befinden sich jetzt im Deutschen Historischen Museum.
1989/1990 entstand unter dem Titel Spurensicherung eine Dokumentation von Losungen in der DDR von 1979 bis 1989. Dazu war Nagel durch das Land gereist und hatte Schilder und Transparente an Straßen, Betrieben, öffentlichen Gebäuden und in Schaufenstern fotografiert.
In der Zeit der Wende und friedlichen Revolution in der DDR beteiligte Nagel sich an Protestresolutionen von Mitgliedern des Verbands Bildender Künstler der DDR und an Aktionen des Neuen Forums. Aus dieser Zeit befinden sich Fotos von Demonstrationen ebenfalls im Deutschen Historischen Museum.
Von 1987 bis 1992 war Nagel Mitglied der Berliner AG Stadtbilder/Kunst statt Werbung, die sich dafür einsetzte, an den Wänden des U-Bahnhof Alexanderplatz statt Werbung künstlerische Arbeiten zu zeigen.
Nagel war freier Mitarbeiter der Wochenzeitschrift die andere und schuf auch Fotografien, die u. a. die sozialen Probleme und Verwerfungen im Zusammenhang mit dem Prozess der Wiedervereinigung dokumentieren.
Von 1990 bis 1997 hatte Nagel ein Arbeitsstipendium der Stiftung Kunstfonds.
1999 zog er nach Altlandsberg, wo er weiter als freier Fotograf arbeitet und den Altlandsberger Fotoclub gründete. 2003 zog er sich fast vollständig von Auftragsarbeiten zurück.

## Mitgliedschaften
- 1977 bis 1990 Verband Bildender Künstler der DDR
- ab 1992 Berufsverband Bildender Künstler*innen Berlin
- Neue Gesellschaft für bildende Kunst

## Weitere öffentliche Sammlungen mit Arbeiten Nagels
- Berlin: Berlinische Galerie
- Berlin: Bundesstiftung zur Aufarbeitung der SED-Diktatur
- Berlin: Fotografischen Sammlung der Stiftung Stadtmuseum Berlin
- Dresden: Staatliche Kunstsammlungen
- Lausanne: Photo Elysée

## Publikationen mit Fotografien Nagels (unvollständig)

### Bücher
- Parole Zukunft. Eine fotografische Spurensicherung von Jürgen Nagel. Basis Druck Verlag, Berlin, 1992; Vorwort Jürgen Rennert
- Klaus Hammer: Historische Friedhöfe und Grabmäler in Berlin. Stattbuch Verlag, 1994
- Klaus Hammer: Friedhofsführer Berlin. Historische Friedhöfe und Grabmale in Kirchenräumen. Jaron Verlag, Berlin, 2001
- Jürgen Nagel: Blick zurück. DDR-Wirklichkeit und Fotografie 1967–1997. Mitteldeutscher Verlag, Halle/Saale, 2022

### Pressepublikationen
- Bilder aus einem fremden Land. In: Frankfurter Rundschau Nr. 233/235 vom 7. und 10. Oktober 1989 (Sonderbeilagen zum 40. Jahrestag der DDR);
- D - 3. Oktober 1990. In: Frankfurter Rundschau Nr. 229 vom 2./3.10.1990 (Sonderbeilage zum Tag der Deutschen Einheit)

## Ausstellungen (unvollständig)
- 1987: Berlin, Stadtbibliothek („Heute in Berlin“; mit weiteren 7 Fotografen)
- 1999: Berlin, Fotogalerie Friedrichshain („Zum Beispiel Cismar. Menschen in einem deutschen Dorf“)[5]
- 2003: Leipzig („Parole Zukunft. Menschen, Märsche, Parolen. Eine fotografische Spurensicherung in der DDR“)